# Naraku
Naraku (桔梗, Naraku, limba romana Iad) este un personaj ficțional din seria anime și manga InuYasha, creată de Rumiko Takahashi și este unul din antagoniștii seriilor InuYasha.